# Conman in Tokyo
 (août 2012).
Si vous disposez d'ouvrages ou d'articles de référence ou si vous connaissez des sites web de qualité traitant du thème abordé ici, merci de compléter l'article en donnant les références utiles à sa vérifiabilité et en les liant à la section « Notes et références ».
Conman in Tokyo (中華賭俠, Chung wa diy hap) est un film hongkongais réalisé par Ching Siu-tung, sorti en 2000.

## Synopsis
Jersy se considère comme un arnaqueur de premier ordre. En vacances à Tokyo avec sa petite amie Nancy, Jersy se trouve aux prises avec des Yakuzas. Il fait la rencontre de Cool, le roi des arnaqueurs.

## Fiche technique
- Titre : Conman in Tokyo
- Titre original : 中華賭俠 (Chung wa diy hap)
- Réalisation : Ching Siu-tung
- Pays d'origine : Hong Kong
- Format : Couleurs - 1,85:1 - 35 mm
- Genre : Comédie, action
- Date de sortie : 2000

## Distribution
- Louis Koo : Cool
- Nick Cheung : Jersy
- Athena Chu : Nancy
- Christy Chung : Banana
- Ben Lam : Kwong Yeung
- Yasuaki Kurata : Tetsuo
- Bryan Leung : Turkey
- Joe Cheng : Joe